# The Lion and the Mouse
The Lion and the Mouse er en amerikansk stumfilm fra 1914.

## Medvirkende
- Ethel Clayton som Shirley Rossmore / Sarah Green.
- Gaston Bell som Jefferson Ryder.
- George Soule Spencer som John Burkett Ryder.
- Bartley McCullum som Rossmore.
- Robert Dunbar.